# Thåström på röda sten
Thåström på Röda sten är en liveskiva med Joakim Thåström. Låtarna är ett urval från hela hans svenskspråkiga karriär, från Ebba Grön och framåt. Konserten var Kalasturnéns stopp på Röda sten och spelades in i sin helhet av SVT (12 låtar).

## Låtlista
| Nr | Titel               | Längd | Notering                       |
| -- | ------------------- | ----- | ------------------------------ |
| 1. | Jag är en idiot     |       | Från Imperiet                  |
| 2. | Ännu mera gift      |       | Från Thåström solo             |
| 3. | Blå himlen blues    |       | Från Imperiet                  |
| 4. | Vacker död stad     |       | Från Thåström solo             |
| 5. | Vad ska du bli?     |       | Från Ebba Grön                 |
| 6. | Hjärter Dam         |       | Från Thåström solo             |
| 7. | Släpp aldrig in dom |       | Från Thåström solo, musikvideo |

## Medverkande
- Joakim Thåström – sång, gitarr
- Chips Kiesbye - Gitarr
- Heikki Kiviaho - Bas
- Jörgen Wall - Trummor
- Per Hägglund - Keyboards